# موديست موسورسكي

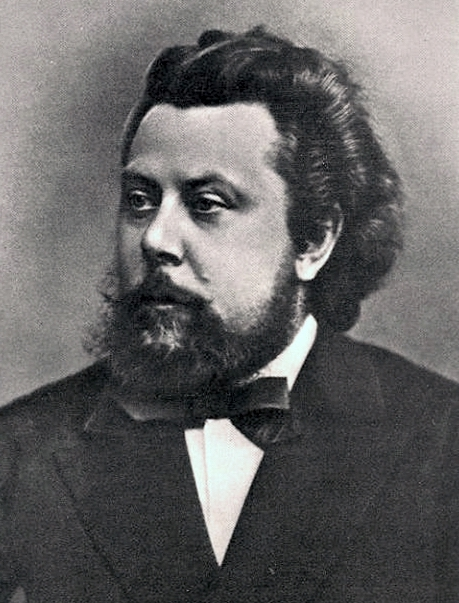
موديست موسورسكي

موديست بتروفيتش موسورسكي (بالروسية: Мусоргский Модест Петрович)، مؤلف موسيقي روسي ويُعتبر أحد الموسيقيين الخمسة الروس الكبار المعروفة باسم جماعة الخمسة الذين أسسوا المدرسة القومية الروسية.

## بدايته
ولد موسورسكي في 21 مارس عام 1839م بمقاطعة بسكوف بروسيا لعائلة نبيلة وثرية من ملاّك الأراضي، وبدأ موسوريسكي تلقّى أول دروسه في البيانو في سن السادسة على يد والدته التي كانت تتقن العزف عليه، وفي سن العاشرة سافر هو وشقيقه إلى مدينة سانت بطرسبرغ ليتعلم بمدرسة القديس بيتر وهناك بدأ دراسة البيانو بجانب مواده الدراسية الأخرى، وفي سن الثانية عشر نشر موسورسكي أول مقطوعاته الموسيقية وهي بعنوان 'Porte-enseigne Polka' على نفقة والده الخاصة.
وقد ظهر جليا في أعماله تأثره بالتاريخ والفلكلور الروسي، وقد ترك موسورسكي بعد وفاته العديد من المقطوعات غير المكتملة التي تعهدها أصدقاؤه من الموسيقيين الذين عاصروه، كان من أبرزهم الموسيقار ريمسكي كورساكوف الذي أكمل العديد من أعماله لتخرج إلى النور بعد بضعة سنوات من وفاته في 28 مارس عام 1881م بعد أن تدهورت صحته نتيجة لإدمانه الخمر .

## أعماله
من أشهر أعمال موسورسكي مقطوعته الموسيقية ليلة على الجبل الأجرد Night on Bald Mountain، وأوبراه بوريس غودنوف Boris Godunov وهي مسرحية شعرية لبوشـكين وضع الموسيقى لها موسورسكي في عام 1869م.
ومن أكثر أعماله الإبداعية عرضا معزوفة لوحات من المعرض والتي يصف فيها اللوحات الفنية من خلال الموسيقي.

## روابط خارجية
- موديست موسورسكي على موقع IMDb (الإنجليزية)
- موديست موسورسكي على موقع الموسوعة البريطانية (الإنجليزية)
- موديست موسورسكي على موقع ميوزك برينز (الإنجليزية)
- موديست موسورسكي على موقع قاعدة بيانات برودواي على الإنترنت (الإنجليزية)
- موديست موسورسكي على موقع إن إن دي بي (الإنجليزية)
- موديست موسورسكي على موقع أول ميوزيك (الإنجليزية)
- موديست موسورسكي على موقع ديسكوغز (الإنجليزية)
- موديست موسورسكي على موقع قاعدة بيانات الفيلم (الإنجليزية)